# چاوو گررو
چاوو گررو (انگلیسی: Chavo Guerrero Jr.؛ زادهٔ ۲۰ اکتبر ۱۹۷۰) کشتی‌گیر کشتی حرفه‌ای اهل ایالات متحده آمریکا است.
از فیلم‌ها یا برنامه‌های تلویزیونی که وی در آن نقش داشته است می‌توان به پنجه آهنی اشاره کرد.